# Венисје
Венисје (фр. Vénissieux) град је у Француској у региону Рона-Алпи, у департману Rhône.
По подацима из 2006. године број становника у месту је био 57.179.

## Демографија
| 1962.  | 1968.  | 1975.  | 1982.  | 1990.  | 1999.  | 2006.  | 2011.  |
| ------ | ------ | ------ | ------ | ------ | ------ | ------ | ------ |
| 29.040 | 47.613 | 74.347 | 64.804 | 60.444 | 56.061 | 57.179 | 60.159 |

## Партнерски градови
- Нови Јичин
- Joal-Fadiouth
- Huai'an